# Alfred-Robert Simonis
Alfred-Robert Simonis (ur. 4 stycznia 1985) – rumuński polityk i samorządowiec, poseł do Izby Deputowanych i jej tymczasowy przewodniczący.

## Życiorys
W latach 2005–2009 odbył studia prawnicze na Universitatea Tibiscus din Timișoara. Pracował na stanowiskach menedżerskich. Zaangażował się w działalność polityczną w ramach Partii Socjaldemokratycznej. Pełnił też różne funkcje w strukturze jej organizacji młodzieżowej TSD. W latach 2012–2016 zasiadał w radzie miejskiej Timișoary.
W 2016 został po raz pierwszy wybrany w skład Izby Deputowanych. Z powodzeniem ubiegał się o poselską reelekcję w wyborach w 2020. Pełnił funkcję przewodniczącego frakcji PSD. W czerwcu 2023 został tymczasowym przewodniczącym niższej izby rumuńskiego parlamentu; obowiązki te wykonywał do września 2024. Wcześniej w tym samym roku został wybrany na urząd przewodniczącego rady okręgu Temesz.